# Весёлые Бабури
«Весёлые Бабури» — второй студийный альбом Музыкального коллектива Петра Налича. На его создание у них ушло больше одного года, причём ко дню релиза состав музыкального коллектива увеличился до восьми человек.
Что касается самих композиций диска, Пётр Налич говорит, что ничего особенного в них нет. Большинство песен уже не раз были сыграны и услышаны. А после выхода альбома у поклонников появится возможность вновь услышать любимые песни в новой и оригинальной аранжировке (весёлая, гармоничная и этническая, балкано-польская, гватемальская, кубинская музыкальная смесь).
Как и предыдущий альбом, «Весёлые Бабури» доступен для загрузки с официального сайта МКПН.
Презентация второго альбома Музыкального коллектива Петра Налича «Весёлые Бабури» состоялась 9 октября 2010 года в Москве в клубе «Арена». С этого концерта велась прямая интернет-трансляция.

## Об альбоме
Там будет большинство песен, уже исполняемых нами на концертах, в том числе и песня с "Евровидения" Lost and Forgotten, а также одна совсем новая песня, которую мы ещё никому не показывали. Ни разу её не играли и даже название решили никому не говорить.Это будет настолько большая тайна, что мы её даже никому и никогда не покажем...
Пётр Налич отметил, что в состав нового альбома вошли «просто разные песни, которые собрались за последние годы - никакой единой линии и никакого месседжа у пластинки нет». На обложку нового альбома музыканты поместили змейку из картона. На создание второй пластинки у музыкантов ушло более года, причем к релизу коллектив подошёл в увеличенном составе — сейчас в группе восемь человек.

## Критика
Алексей Мажаев дал альбому оценку 4 из 5, объяснив это тем, что второй студийный альбом МКПН, признаться, не особенно отличается от дебютного – но эти приемчики надоесть публике пока не успели: «Думаю, зрительского интереса хватит ещё на одну-две-три пластинки в неизменном жанре, а там, может, эти талантливые и позитивные ребята придумают что-нибудь новенькое».

## Список композиций
| №   | Название                     | Длительность |
| --- | ---------------------------- | ------------ |
| 1.  | «Аленький цветочек»          | 2:19         |
| 2.  | «Blockhead»                  | 2:08         |
| 3.  | «Чайки»                      | 2:33         |
| 4.  | «Софокла»                    | 3:00         |
| 5.  | «I met the girl»             | 2:16         |
| 6.  | «Patiritilap»                | 1:35         |
| 7.  | «Lost and Forgotten»         | 2:52         |
| 8.  | «Sneaky snake»               | 2:06         |
| 9.  | «Вихрь безудержной страсти»  | 4:04         |
| 10. | «Little naked girl»          | 1:04         |
| 11. | «Дропс»                      | 3:13         |
| 12. | «Музыкана»                   | 2:33         |
| 13. | «Утки-индоутки»              | 2:09         |
| 14. | «One solodo whiskey»         | 2:36         |
| 15. | «Провода»                    | 2:42         |
| 16. | «Чмя»                        | 2:25         |
| 17. | «Is there love in the world» | 1:43         |
| 18. | «Весёлые бабури»             | 0:18         |
| 19. | «Дача (Bonus)»               | 2:58         |
| 20. | «Баба Люба (Bonus)»          | 3:14         |
| 21. | «Никогда (Bonus)»            | 2:02         |